# Arrows FA1
El Arrows FA1 es el primer monoplaza de Fórmula 1 construido por el equipo británico Arrows para la temporada 1978. Fue conducido por el italiano Riccardo Patrese y el alemán Rolf Stommelen.

## Historia
Al margen de la temporada 1978, Jackie Oliver, Alan Rees y Tony Southgate dejaron el equipo Shadow para fundar su propio equipo, Arrows. A ellos también se une Riccardo Patrese como primer piloto. Southgate diseñó un nuevo monoplaza, el Arrows FA1, inspirado en el Lotus 78, pero sobre todo idéntico al Shadow DN9, que también diseñó el ingeniero británico. Don Nichols, jefe de Shadow, presentó entonces una demanda contra Arrows por plagio, pero el veredicto no se conocería hasta dentro de varios meses. El equipo pudo participar en el campeonato con el FA1, equipado con efecto suelo, durante el Gran Premio de Brasil, donde fue transportado por el único patrocinador del equipo, la compañía aérea Varig. En su primera participación, Patrese, clasificado decimoctavo, finalizó décimo, cumpliendo el objetivo del equipo de terminar la carrera.
A partir del siguiente Gran Premio, en Sudáfrica, Arrows inscribió un segundo monoplaza, manejado por Rolf Stommelen, apoyado por la cervecería alemana Warsteiner. Stommelen se clasificó vigésimo segundo y terminó noveno en la prueba, mientras que Patrese, que partía desde el séptimo lugar, se retiró tras averiarse su motor Ford-Cosworth a catorce vueltas del final, mientras lideraba la carrera desde la vuelta 27.
En el Gran Premio del oeste de los Estados Unidos, disputado en el circuito callejero de Long Beach, los siete equipos no miembros de la FOCA debieron pasar por una sesión de preclasificación de la cual Arrows pudo superar fácilmente. En esta carrera Patrese anotó el primer punto para el equipo británico, llegando en sexta posición. Repitió esta actuación en Mónaco.

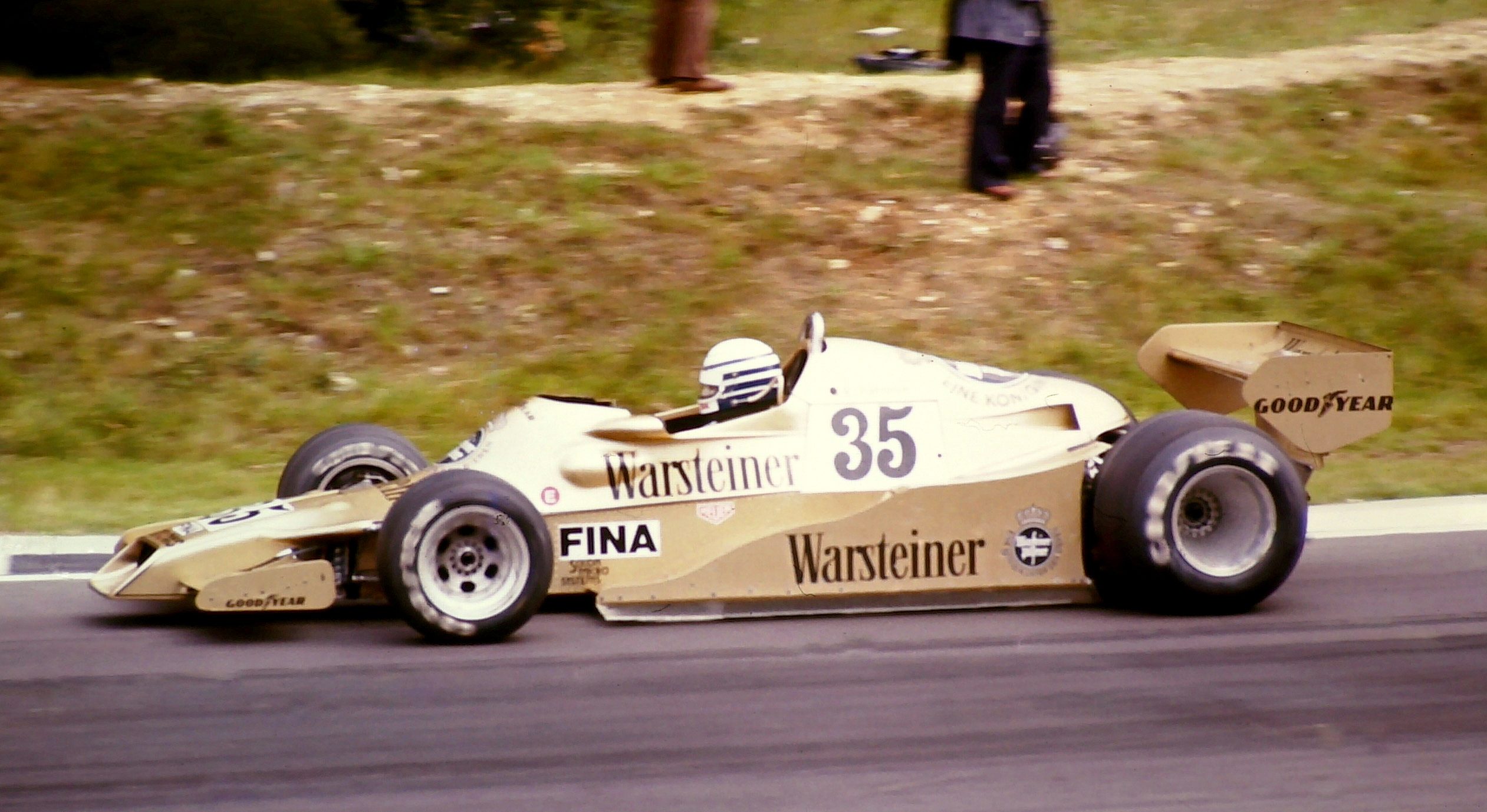
FA1 de Riccardo Patrese en Gran Bretaña 1978.

El Gran Premio de Bélgica se complicó para el equipo: Stommelen, que partía desde la decimoséptima posición, se salió de la pista en la vuelta 27. Cuatro vueltas más tarde, Patrese, que salíó octavo, también abandonó tras la rotura de su suspensión. En España, el alemán finalizó en un anónimo decimocuarto lugar, mientras que su compañero sufrió otro fallo de motor en la vuelta 22 de carrera mientras era quinto.
En Suecia, Patrese se clasificó en quinto lugar y luchó al final de la carrera para mantener su segunda posición contra Ronnie Peterson. El italiano defendió su posición cambiando periódicamente de trayectoria, lo que molestó mucho al piloto sueco. De esta manera obtuvo el primer podio de su carrera y de la historia de Arrows. Dicha carrera dio mala reputación entre sus compañeros.
El resto de la temporada fue más difícil para los Arrows que ya no sumaron puntos con el monoplaza: En el Gran Premio de Gran Bretaña, Patrese largó quinto pero se retiró a mitad de carrera tras un pinchazo cuando encontraba segundo, mientras que Stommelen no logró clasificarse. Finalmente, en Alemania, Stommelen, undécimo en la prueba, fue descalificado por conducir en contra de la circulación.
A principios de 1978, el Tribunal Superior de Londres condenó a Arrows por haber plagiado el chasis DN9 del equipo Shadow: el equipo británico debió entregar las piezas del FA1 a su rival o destruirlas. A partir del Gran Premio de Austria, Arrows presentó un nuevo monoplaza, el A1, que estaba desarrollado desde junio.

## Resultados

### Fórmula 1
(Clave) (negrita indica pole position) (cursiva indica vuelta rápida)

| Año     | Escudería          | Motor                    | Neu. | N.º | Pilotos          | 1   | 2   | 3   | 4   | 5   | 6   | 7   | 8   | 9   | 10  | 11  | 12  | 13  | 14  | 15  | 16  | Puntos | Pos. |
| ------- | ------------------ | ------------------------ | ---- | --- | ---------------- | --- | --- | --- | --- | --- | --- | --- | --- | --- | --- | --- | --- | --- | --- | --- | --- | ------ | ---- |
| 1978    | Arrows Racing Team | Ford Cosworth DFV 3.0 V8 | G    |     |                  | ARG | BRA | RSA | USW | MON | BEL | ESP | SWE | FRA | GBR | GER | AUT | NED | ITA | USA | CAN | 11     | 10.º |
| 1978    | Arrows Racing Team | Ford Cosworth DFV 3.0 V8 | G    | 35  | Riccardo Patrese |     | 10  | Ret | 6   | 6   | Ret | Ret | 2   | 8   | Ret | 9   |     |     |     |     |     | 11     | 10.º |
| 1978    | Arrows Racing Team | Ford Cosworth DFV 3.0 V8 | G    | 36  | Rolf Stommelen   |     |     | 9   | 9   | Ret | Ret | 14  | 14  | 15  | DNQ | DSQ |     |     |     |     |     | 11     | 10.º |
| Fuente: |                    |                          |      |     |                  |     |     |     |     |     |     |     |     |     |     |     |     |     |     |     |     |        |      |